# دار فلات
دار فلات قرية سوريّة تتبع إداريّاً لمحافظة حلب منطقة عين العرب ناحية الجلبية، بلغ تعداد سكانها 216 نسمة حسب التعداد السكاني لعام 2004.